# آی.تی. (فیلم)
آی.تی. (به انگلیسی: I.T.) یک فیلم هیجان انگیز به کارگردانی جان مور و نوشته شده توسط دان کی و ویلیام ویشر است. بازیگران آن پیرس برازنان، جیمز فرش‌ویل، آنا فریل، استفانی اسکات و مایکل نیکویست هستند و در ۲۳ سپتامبر ۲۰۱۶ منتشر شد.

## داستان
یک متخصص فناوری اطلاعات دلباخته دختر مدیر شرکتی که در آن کار می‌کند، می‌شود که همین امر موجب اتفاقاتی می‌شود.

## بازیگران
- پیرس برازنان در نقش مایک ریگان
- جیمز فرش‌ویل در نقش اِد پورتر
- آنا فریل در نقش رز ریگان
- استفانی اسکات در نقش کاتلین ریگان
- مایکل نیکویستدر نقش هنریک
- آدم فرگوس در نقش سالیوان[۳]
- جیسون باری در نقش پاتریک
- کلر هوپ آشیتی در نقش جوآن
- آستین سویفت در نقش لنس[۴]